# ديكسون أرويو
ديكسون أرويو هو لاعب كرة قدم إكوادوري في مركز الوسط، ولد في 1 يونيو 1992 في غواياكيل في الإكوادور. شارك مع منتخب الإكوادور تحت 20 سنة لكرة القدم. أما مع النوادي، فقد لعب مع إنديبندينتي ديل فال وسوسيداد ديبورتيفو كيتو.

## وصلات خارجية
- ديكسون أرويو على موقع الدوري الأمريكي (الإنجليزية)
- ديكسون أرويو على موقع قاعدة بيانات كرة القدم.إي يو (الإنجليزية)
- ديكسون أرويو على موقع ناشيونال فوتبول تيمز (الإنجليزية)
- ديكسون أرويو على موقع Soccerway.com (الإنجليزية)
- ديكسون أرويو على موقع عالم كرة القدم.نت (الإنجليزية)
- ديكسون أرويو على موقع AS.com (الإسبانية)